# Raymond (Nebraska)
Raymond je selo u američkoj saveznoj državi Nebraska. Prema popisu stanovništva iz 2010. u njemu je živjelo 167 stanovnika.